# Неизвестный бунтарь
Неизвестный бунтарь — человек, который в одиночку сдерживал танковую колонну на следующий день после окончания волнений на площади Тяньаньмэнь 5 июня 1989 года. После подавления протестных акций военными утром 5 июня колонна бронетехники, состоящая из нескольких танков, покидала площадь. Мужчина вышел перед ведущим танком колонны и на протяжении нескольких минут не давал ему проехать. Инцидент был зафиксирован на видео и нескольких фотографиях, одна из которых стала всемирно известна. На территории Китая изображение Бунтаря и информация о событиях на площади подвергаются жёсткой государственной цензуре и неизвестны большинству населения.
Нет достоверной информации ни о личности человека, ни о его дальнейшей судьбе. Также нет сведений о судьбе экипажа остановившегося танка. Один из участников событий на площади заявил, что бунтарь был не единственным человеком, который выступал против танков во время протестов. Шао Цзян, лидер студентов, сказал: «Я видел, как несколько людей блокировали танки». Однако на фотографиях и видео запечатлён только один Бунтарь.

## Предыстория
Утром 5 июня 1989 года, на следующий день после подавления китайским правительством протестов на Тяньаньмэнь, со стороны площади выехала колонна бронетранспортёров, состоящая из около 20 машин. Колонна двигалась по проспекту Чанъаньцзе, когда открыла огонь по толпе. Чарли Коул, один из фотографов бунтаря, не уверен в том, стреляли ли они поверх или в людей, однако около тысячи человек, находившихся в то время на улице, покинули её. Бронетранспортёры продолжили движение. За ними последовала колонна из 4 танков. «Бунтарь» стоял посреди проспекта, прямо на пути приближающейся бронетехники. Стюарт Франклин, работавший в журнале Time, сообщил The New York Times: «В какой-то момент раздались выстрелы, и танки понеслись по дороге к нам, оставив площадь Тяньаньмэнь позади, и ехали, пока их не остановил одинокий протестующий». Он был одет в белую рубашку и чёрные брюки, и у него было две авоськи. Когда танки остановились, мужчина указал на них одной из сумок. В ответ первый танк пытался объехать человека, но мужчина каждый раз вставал у него на пути; это продолжалось некоторое время. Затем первый танк заглушил двигатели, и бронетехника позади него последовала его примеру. Наступила короткая пауза.
Успешно остановив колонну, мужчина забрался на корпус головного танка. Затем он залез на башню и, по всей видимости, поговорил с членом экипажа у люка наводчика. Закончив разговор, мужчина спустился с танка. Командир ненадолго выглянул из люка, и танки снова завели двигатели. В этот момент бунтарь, который всё ещё стоял в метре или двух от борта головного танка, снова встал перед машиной.
На видеозаписи видно, как две фигуры в синем оттаскивают мужчину и исчезают вместе с ним в ближайшей толпе. Танки продолжили движение. Очевидцы происходящего не знали, кто оттащил его в сторону. Журналист Чарли Коул заявил, что это были представители пекинского муниципального бюро общественной безопасности.

## Фотографии
Действия бунтаря смогли заснять, по крайней мере, пять фотографов, один из которых не делился своими материалами в течение 20 лет. 4 июня 2009 года пятый фотограф поделился снимком.

Фотография, сделанная Стюартом Франклином

Наиболее широко освещающее событие изображение появилось в журналах Time и Life, его сделал Стюарт Франклин, который находился на том же балконе, что и Чарли Коул. Его плёнка была тайно вывезена из страны французским студентом, фотография была спрятана в коробке с чаем.
Самую известную фотографию этого события сделал Джефф Уайденер из Associated Press, который снимал с балкона шестого этажа отеля «Пекин», расположенного примерно в 800 м от места происшествия. Он использовал камеру Nikon FE2, снимая через объектив Nikkor 400мм 5.6 ED-IF и телеконвертер TC-301. Его друг Кирк поспешно раздобыл рулон цветной фотоплёнки Fuji 100 ASA, что позволило Джеффу сделать снимок. Уайденер был номинирован на Пулитцеровскую премию, но не получил её. Тем не менее, его фотография стала знаменитой.
4 июня 2009 года в двадцатую годовщину протестов репортёр «Ассошиэйтед Пресс» Террил Джонс опубликовал сделанную им фотографию, на которой неизвестный бунтарь изображён с уровня земли, под другим углом, отличающимся от всех других известных фотографий.
Чарли Коул, работавший в Newsweek и находившийся на том же балконе, что и Стюарт Франклин, спрятал свой рулон плёнки в туалете пекинского отеля. Он пожертвовал неиспользованной плёнкой и непроявленными изображениями раненных протестующих после того, как пекинское муниципального бюро общественной безопасности ворвалось в его комнату, уничтожило две вышеупомянутые плёнки и заставило его подписать признание в фотографировании во время военного положения, что влечёт за собой тюремное заключение. Коул смог получить фотографию и отправить её в Newsweek. Она была удостоена награды World Press Photo 1990 года, а в 2003 году включена в список 100 фотографий, изменивших мир.
Артур Цанг Хин Ва из Reuters снял несколько кадров из номера 1111 гостиницы «Пекин». 20 марта 2013 года в интервью Гонконгской ассоциации фотожурналистов (HKPPA) Цанг рассказал о том, что произошло в тот день: ночью 3 июня 1989 года во время фотосъёмки его избили студенты. Сопровождавший его иностранный фотограф вдруг сказал: «Я не собираюсь умирать за вашу страну» и ушел. Цанг вернулся в отель. Когда он решил снова выйти на улицу, его остановила служба общественной безопасности, поэтому он остался в своей комнате, встал у окна и в конце концов стал свидетелем события, сделав несколько кадров.
Инцидент с бунтарём снимали оператор Австралийской радиовещательной корпорации (ABC) Уилли Фуа, оператор Cable News Network (CNN) Джонатан Шаер и оператор Национальной радиовещательной компании (NBC) Тони Вассерман. Корреспонденты ABC Макс Ухтриц и Питер Кейв вели репортаж с балкона.

## Личность
Мало что известно о личности бунтаря и о командире головного танка. Вскоре после инцидента британский таблоид Sunday Express заявил, что Бунтаря зовут Ван Вэйлинь (кит. упр. 王维林), что на момент описываемых событий ему было 19 лет и что он был студентом; позже ему были предъявлены обвинения в «политическом хулиганстве» и «попытке свергнуть членов Народно-освободительной армии Китая». Во внутренних документах Коммунистической партии Китая сообщалось, что они не смогли найти этого человека. В них приводились слова одного члена партии: «Мы не можем его найти. Мы узнали его имя от журналистов. Мы проверили компьютеры, но не можем найти его ни среди мёртвых, ни среди заключённых». Существует множество теорий о личности мужчины и его текущем местонахождении.
Имеется несколько противоречивых предположений о том, что произошло с Бунтарём после демонстрации. В своём выступлении перед президентским клубом в 1999 году Брюс Хёршенсон, бывший заместитель специального помощника президента Ричарда Никсона, утверждал, что Бунтарь был казнён 14 дней спустя. Другие источники утверждали, что мужчина был расстрелян через несколько месяцев после протестов на площади Тяньаньмэнь. В книге «Красный китайский блюз: мой долгий путь от Мао к настоящему» Джен Вонг пишет, что, судя по тому, что ей говорили представители государственных СМИ, они «понятия не имеют, кем он был» и что бунтарь всё ещё жив и находится где-то на материке. Другая теория состоит в том, что он сбежал на Тайвань и работает там археологом в Музее императорского дворца. Об этом впервые заявило информационное агентство Yonhap в Южной Корее.
Китайское правительство сделало несколько заявлений об инциденте и причастных к нему людях. Бунтаря назвали «негодяем» по государственному телевидению. В интервью 1990 года тогдашнего Генерального секретаря Коммунистической партии Китая Цзян Цзэминя журналистка Барбара Уолтерс спросила, что стало с этим человеком. Цзян сначала заявил (через переводчика): «Я не могу подтвердить, был ли упомянутый вами молодой человек, арестован или нет», а затем ответил по-английски: «Я думаю, [что его] не убили». Он также утверждал, что инцидент свидетельствует о «гуманности» вооруженных сил страны.
В интервью 2000 года Майку Уоллесу Цзян сказал: «Его так и не арестовали». Затем он заявил: «Я не знаю, где он сейчас». Цзян также подчеркнул, что танк остановился и не задавил молодого человека.

## Цензура

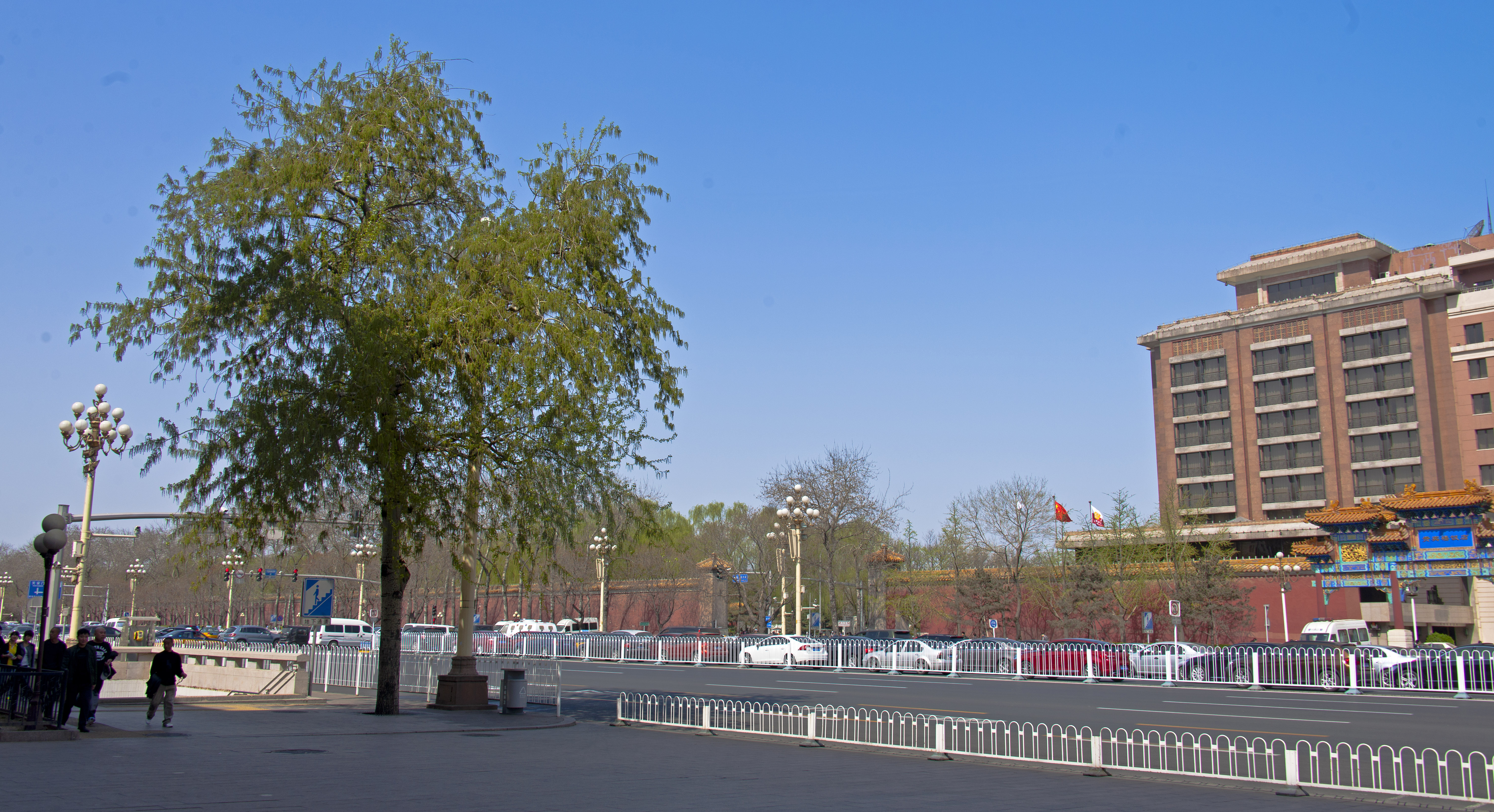
Место, где бунтарь сдерживал колонну, под другим углом

Интервью PBS с шестью экспертами показало, что память о протестах на площади Тяньаньмэнь по-видимому померкла в Китае, особенно среди молодёжи, из-за государственной цензуры. Изображения Бунтаря в Интернете подверглись цензуре. Когда в 2005 году студентам Пекинского университета показали отпечатки культовой на Западе фотографии Бунтаря, они «искренне не понимали», в чём дело. Один из студентов сказал, что изображение было «художественным произведением». В документальном фильме Frontline: The Tank Man отмечается, что он прошептал соседу «89».
Было высказано предположение, что Неизвестный бунтарь, если он ещё жив, не раскрыл свою личность, поскольку он может не знать о своём международном признании из-за цензуры в китайских СМИ.
Во время и после событий на площади местное бюро общественной безопасности обращалось с представителями международной прессы очень грубо, конфисковав и уничтожив все обнаруженные плёнки, и заставляло журналистов подписывать признательные показания в таких правонарушениях, как фотосъёмка во время военного положения, что наказуемо длительным сроком тюремного заключения.
20 августа 2020 года кадры с Бунтарём появились в трейлере игры Call of Duty: Black Ops Cold War. На видеоплатформах в Китае, таких как Bilibili, фрагмент трейлера был заменён чёрным экраном. На следующий день Activision Blizzard выпустила во всем мире укороченную версию трейлера, в которой не было этой сцены.
4 июня 2021 года, в тридцать вторую годовщину протестов на площади Тяньаньмэнь, поисковая система Microsoft Bing по всему миру подвергла цензуре поиск изображений и видеороликов с изображением бунтаря. Через несколько часов после того как Microsoft признала проблему, поиск всё ещё выдавал только изображения танков в других странах мира. Поисковые системы, которые лицензируют результаты от Microsoft, такие как DuckDuckGo и Yahoo, столкнулись с аналогичными проблемами. Microsoft заявила, что проблема возникла «из-за случайной ошибки, вызванной человеческим фактором». Дэвид Грин, директор по гражданским свободам в Electronic Frontier Foundation, сказал, что модерацию контента невозможно провести идеально и в ней «всё время совершаются вопиющие ошибки», но далее он уточнил, что «в худшем случае это было целенаправленное цензурирование с подачи сильного государства».

## Наследие

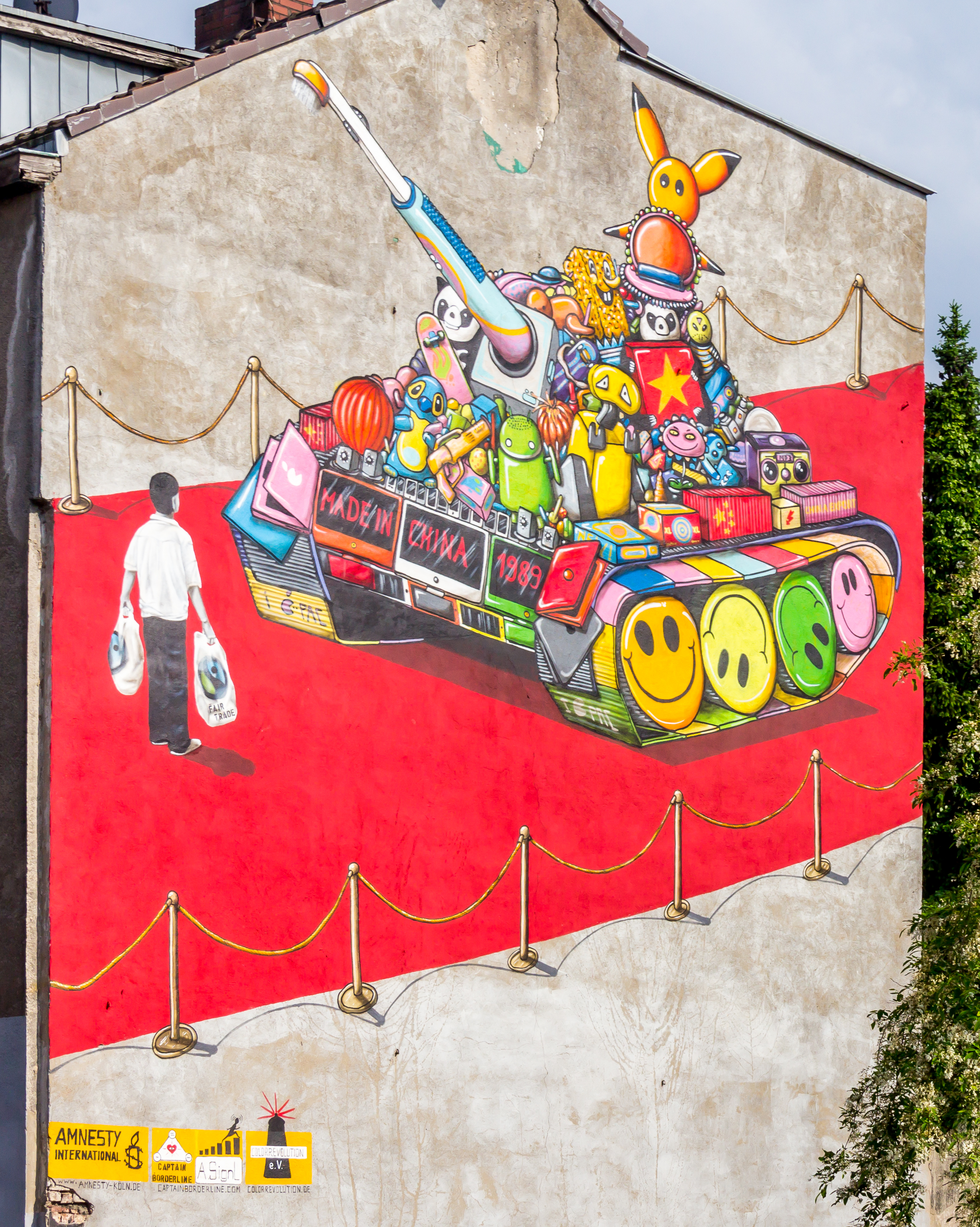
Мурал в Кёльне, Германия

По случаю 20-й годовщины событий на площади Тяньаньмэнь 4 июня в 2009 году спикер палаты представителей США Нэнси Пелоси назвала фотографию бунтаря «одним из самых устойчивых образов XX века, который навсегда останется в памяти мира».
Один из лидеров студенческого движения, Фэн Цундэ, прокомментировал действия Бунтаря так: «Фотография Ван Вэйлиня является самым важным изображением и символом XX столетия. Весь коммунистический режим XX века на всей земле идёт к закату. Начало точки его кончины — 4 июня. Настоящий символ 4 июня — Ван Вэйлинь». Немецкая газета Die Welt считает, что он символизирует не только «сопротивление насилию со стороны государства», но и «глобальный конфликт бытия человека».
В апреле 1998 года журнал Time включил Неизвестного бунтаря в список под названием «Time 100: Герои и кумиры XX века». В аннотации было указано, что «его действия стали новым символом мужества для всего мира». В ноябре 2016 года Time включил фотографию Джеффа Уайденера в список «Time 100: самые влиятельные изображения всех времён».

## В массовой культуре
В музыкальном видео на песню Майкла Джексона «They Don’t Care About Us (Prison Version)» есть несколько кадров с Неизвестным бунтарём.
В песне Crosby, Stills, Nash & Young 1999 года «Stand and Be Counted» с альбома Looking Forward Дэвид Кросби поёт о том, что благодарен Бунтарю.
Пьеса Люси Кирквуд 2013 года Chimerica содержит вымышленную версию судеб бунтаря и танкиста, премьера пьесы состоялась в Театре Алмейда с 20 мая по 6 июля 2013 года.
4 июня 2013 года Sina Weibo, самый популярный микроблог Китая, заблокировал слова «сегодня», «сегодня вечером», «4 июня» и «большая жёлтая утка». Цензура возникла из-за того, что в Твиттере циркулировала отредактированная версия неизвестного бунтаря, в которой танки заменили резиновые уточки — отсылка к скульптуре Флорентина Хофмана «Резиновая уточка», которая в то время плавала в гонконгской бухте Виктория.
В апреле 2019 года Leica Camera выпустила рекламу, изображающую фотографов, живущих в странах с напряжённой политической обстановкой, в том числе в Китае 1989 года. Пятиминутная короткометражка заканчивается тем, что фотограф снимает из окна отеля, изображение бунтаря отражается в его объективе, несмотря на то, что оригинальная фотография была сделана камерой Nikon. После цензуры бренда Leica на Sina Weibo компания отозвала рекламу.